# 石櫟棒粉蝨
石櫟棒粉蝨（学名：Aleuroclava lithocarpi）为粉蝨科棒粉蝨屬下的一个种。